# 글래스네빈 묘지

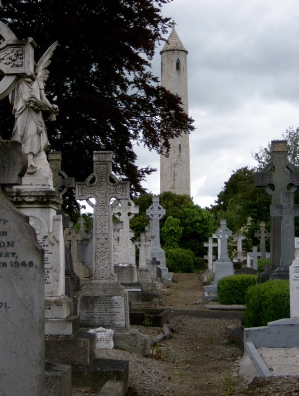

글래스네빈 묘지(아일랜드어: Reilig Ghlas Naíon, 영어: Glasnevin Cemetery)는 아일랜드 더블린에 있는 묘지이다. 글래스네빈 묘지에는 근현대 아일랜드를 대표하는 사람들의 무덤이 있다. 19세기에 활약한 찰스 스튜어트 파넬과 다니엘 오코넬, 이후 아일랜드 독립을 달성 한 마이클 콜린스 등 아일랜드 독립 운동가들이 다수 매장되어 있는 것으로 알려져 있다.
제임스 조이스의 소설 《율리시스》의 배경으로 등장한다.